# Marmersluiptimalia
De marmersluiptimalia (Turdinus marmorata synoniem: Napothera marmorata) is een zangvogel uit de familie Pellorneidae.

## Verspreiding en leefgebied
Deze soort telt 2 ondersoorten:
- T. m. grandior: centraal Maleisië.
- T. m. marmorata: de hooglanden van westelijk Sumatra.